# تشارلز ستون (سياسي)
تشارلز ستون (بالإنجليزية: Charles Stone)‏ هو كاتب عدل ‏ وسياسي بريطاني (وحمل سابقاً جنسية المملكة المتحدة لبريطانيا العظمى وأيرلندا)، ولد في 20 أغسطس 1850، وتوفي في 9 يناير 1931.